# Квархити
Квархити (груз. კვარხითი) — село в Грузии, на территории Горийского муниципалитета края (мхаре) Шида-Картли.

## География
Село находится в центральной части Грузии, на расстоянии приблизительно 7 километров (по прямой) к северу от города Гори, административного центра муниципалитета. Абсолютная высота — 716 метров над уровнем моря.

## Население
По результатам официальной переписи населения 2014 года, в Квархити проживало 379 человек (190 мужчин и 189 женщин). В национальной структуре населения грузины составляли 92,3 %, осетины — 4 %, осетины — 3,4 %.
| Год  | Население, человек |
| ---- | ------------------ |
| 2002 | 382                |
| 2014 | ↘ 379              |